# Danceteria
Die Danceteria war ein Nachtclub in Manhattan-New York City, von der es mehrere Versionen gab. Am bekanntesten war die Danceteria in der 21st Street von 1982 bis 1986. 

## Geschichte
1979 gründeten Rudolf Piper und Jim Fouratt die erste Version der Danceteria in der 37th Street. Hier wurde das Konzept, mehrere Musik-Floors mit Kunstausstellungen und Livekonzerten zu verschmelzen erfolgreich ausprobiert. Aufgrund einer fehlenden Ausschanklizenz wurde der Club 1980 geschlossen.
1982 wurde die bekannteste Danceteria in der 21st Street nun legal eröffnet. Der täglich geöffnete Club verfügte über mehrere Floors und bot eine kleine Bühne für Konzerte. Es traten Aztec Camera, Sade Adu, Alien Sex Fiend, Malaria!, Nina Hagen, Marc Almond, Run-D.M.C. und erstmals die Nachwuchssängerin Madonna auf. Immer wieder gab es Kunsthappenings, Modenschauen oder Ausstellungen.
Ab 1990 gab es eine dritte Version des Clubs in einem Hotel in der 30th Street. Danach folgten weitere Versionen des Clubs in Southampton bis 1995.